# Torneo de Pekín 2018
El China Open 2018 fue un torneo de tenis que perteneció tanto a la ATP en la categoría de ATP World Tour 500 como a la WTA en la categoría Premier Mandatory. Los eventos femeninos y los eventos masculinos se llevó a cabo en el Centro de Tenis del Parque Olímpico de Pekín (Olympic Green Tennis Center, en inglés) de Pekín, China, del 1 de octubre al 7 de octubre de 2018 sobre pista dura.

## Puntos y premios

### Distribución de puntos
| Evento               | G    | F   | SF  | CF  | R16 | R32 | R64 | Q  | Q2 | Q1 |
| Individual masculino | 500  | 300 | 180 | 90  | 45  | 0   | —   | 20 | 10 | 0  |
| Dobles masculino     | 500  | 300 | 180 | 90  | 0   | —   | —   | —  | —  | —  |
| Individual femenino  | 1000 | 650 | 390 | 215 | 120 | 65  | 10  | 30 | 20 | 2  |
| Dobles femenino      | 1000 | 650 | 390 | 215 | 120 | 10  | —   | —  | —  | —  |

### Premios monetarios
| Evento               | G           | F         | SF        | CF        | R16      | R32      | R64      | C2      | C1      |
| Individual masculino | $ 652 370   | $ 319 825 | $ 160 930 | $ 81 845  | $ 42 505 | $ 22 415 | —        | $ 5 160 | $ 2 630 |
| Dobles masculino     | $ 196 420   | $ 96 160  | $ 48 230  | $ 24 755  | $ 12 800 | —        | —        | —       | —       |
| Individual femenino  | $ 1 271 525 | $ 636 300 | $ 310 455 | $ 149 138 | $ 71 774 | $ 34 744 | $ 19 960 | $ 5 315 | $ 3 090 |
| Dobles femenino      | $ 430 180   | $ 215 865 | $ 96 100  | $ 44 354  | $ 20 700 | $ 9 615  | —        | —       | —       |

## Cabezas de serie

### Individuales masculino
| Tenista               | Ranking | Preclasificado |
| Juan Martín del Potro | 4       | 1              |
| Alexander Zverev      | 5       | 2              |
| Grigor Dimitrov       | 7       | 3              |
| Fabio Fognini         | 13      | 4              |
| Kyle Edmund           | 16      | 5              |
| Jack Sock             | 17      | 6              |
| Borna Ćorić           | 18      | 7              |
| Marco Cecchinato      | 22      | 8              |

- Ranking del 24 de septiembre de 2018.[5]

### Dobles masculino
| Tenista                           | Ranking | Preclasificado |
| Oliver Marach Mate Pavić          | 7       | 1              |
| Łukasz Kubot Marcelo Melo         | 11      | 2              |
| Juan Sebastián Cabal Robert Farah | 19      | 3              |
| Ivan Dodig Nikola Mektić          | 41      | 4              |

### Individuales femenino
Las cabezas de serie se basan en el Ranking WTA del 24 de septiembre de 2018.
La clasificación y los puntos son a fecha 2 de octubre de 2018.
| N.º | Clasif | Jugadora           | Puntos | Puntos a defender | Puntos ganados | Nuevos puntos | Actuación en el torneo                             |
| --- | ------ | ------------------ | ------ | ----------------- | -------------- | ------------- | -------------------------------------------------- |
| 1   | 1      | Simona Halep       | 8061   | 650               | 10             | 7421          | Primera ronda, se retiró ante Ons Jabeur [Q]       |
| 2   | 2      | Caroline Wozniacki | 5610   | 120               | 1000           | 6490          | Campeona, venció a Anastasija Sevastova            |
| 3   | 3      | Angelique Kerber   | 5345   | 65                | 120            | 5400          | Tercera ronda, perdió ante Zhang Shuai             |
| 4   | 8      | Caroline Garcia    | 3925   | 1000              | 120            | 3045          | Tercera ronda, perdió ante Aryna Sabalenka         |
| 5   | 4      | Petra Kvitová      | 4635   | 390               | 10             | 4255          | Primera ronda, perdió ante Daria Gavrilova         |
| 6   | 5      | Elina Svitolina    | 4555   | 215               | 10             | 4350          | Primera ronda, perdió ante Aleksandra Krunić       |
| 7   | 7      | Karolína Plíšková  | 4345   | 120               | 120            | 4345          | Tercera ronda, perdió ante Wang Qiang [WC]         |
| 8   | 6      | Naomi Osaka        | 4390   | 10                | 390            | 4770          | Semifinales, perdió ante Anastasija Sevastova      |
| 9   | 9      | Sloane Stephens    | 3912   | 10                | 120            | 4022          | Tercera ronda, perdió ante Dominika Cibulková      |
| 10  | 10     | Julia Görges       | 3730   | 65                | 120            | 3785          | Tercera ronda, perdió ante Naomi Osaka [8]         |
| 11  | 11     | Kiki Bertens       | 3630   | 10                | 120            | 3740          | Tercera ronda, perdió ante Kateřina Siniaková      |
| 12  | 13     | Jeļena Ostapenko   | 3188   | 390               | 65             | 2863          | Segunda ronda, perdió ante Wang Qiang [WC]         |
| 13  | 12     | Daria Kasatkina    | 3355   | 215               | 10             | 3150          | Primera ronda, se retiró ante Laura Siegemund [PR] |
| 14  | 15     | Garbiñe Muguruza   | 3115   | 10                | 65             | 3170          | Segunda ronda, perdió ante Aryna Sabalenka         |
| 15  | 14     | Elise Mertens      | 3170   | 65                | 10             | 3115          | Primera ronda, perdió ante Zhang Shuai             |
| 16  | 19     | Ahsleigh Barty     | 2615   | 10                | 0              | 2605          | Se retiró por una lesión en el brazo.              |
| 17  | 18     | Madison Keys       | 2751   | 0                 | 65             | 2816          | Segunda ronda, se retiró ante Anastasija Sevastova |

### Dobles femenino
| Tenista                                    | Ranking | Preclasificada |
| Tímea Babos Kristina Mladenovic            | 6       | 1              |
| Andrea Hlaváčková Barbora Strýcová         | 15      | 2              |
| Gabriela Dabrowski Xu Yifan                | 25      | 3              |
| Elise Mertens Demi Schuurs                 | 27      | 4              |
| Nicole Melichar Květa Peschke              | 31      | 5              |
| Andreja Klepač María José Martínez Sánchez | 32      | 6              |
| Lucie Hradecká Ekaterina Makarova          | 42      | 7              |
| Chan Hao-ching Yang Zhaoxuan               | 55      | 8              |

## Campeones

### Individual masculino
Nikoloz Basilashvili venció a  Juan Martín del Potro por 6-4, 6-4

### Individual femenino
Caroline Wozniacki venció a  Anastasija Sevastova por 6-3, 6-3

### Dobles masculino
Łukasz Kubot /  Marcelo Melo vencieron a  Oliver Marach /  Mate Pavić por 6-1, 6-4 

### Dobles femenino
Andrea Hlaváčková /  Barbora Strýcová vencieron a  Gabriela Dabrowski /  Yifan Xu por 4-6, 6-4, [10-8]